# Christkatholisches Pfarrhaus (Aarau)

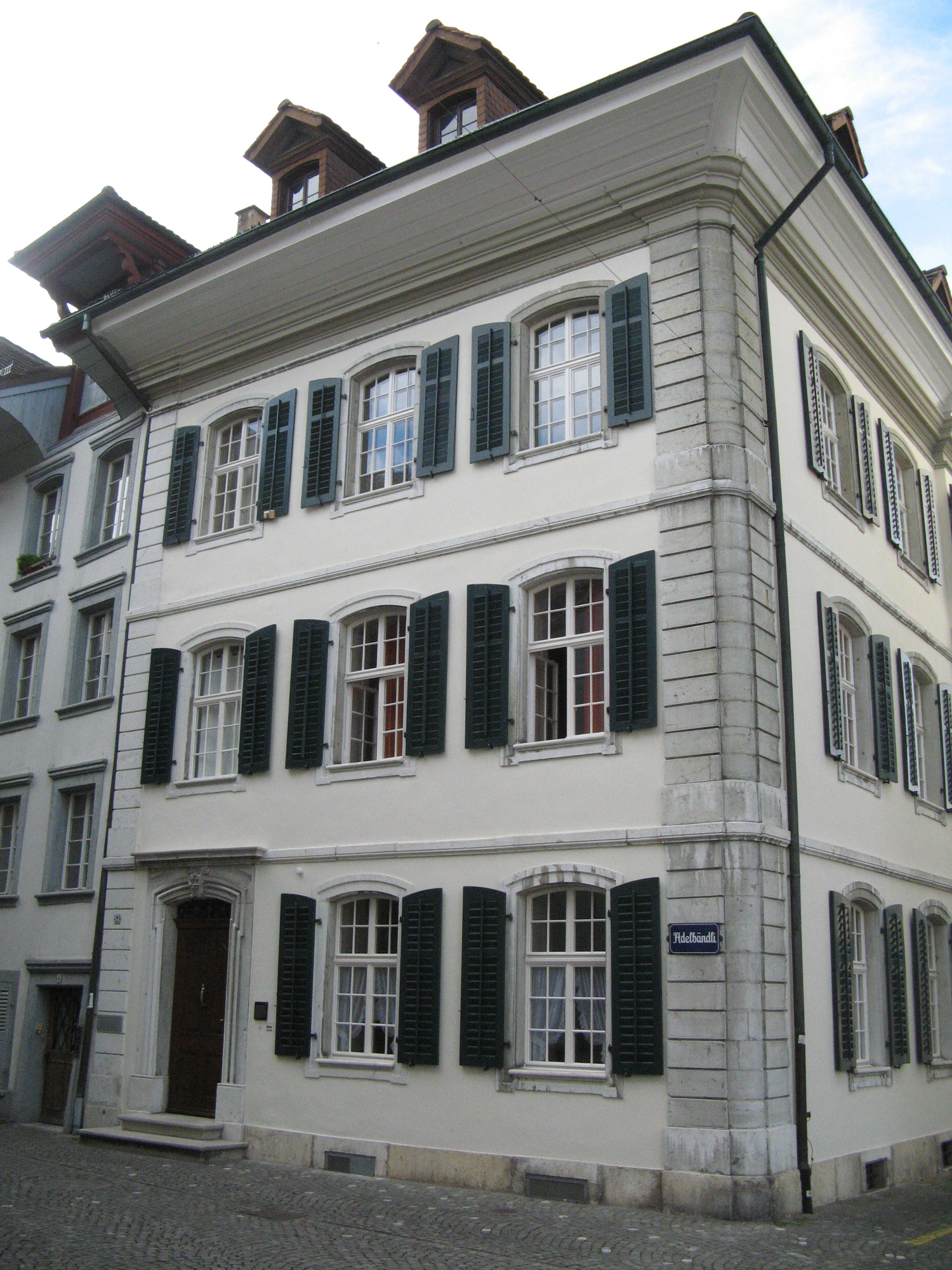
Pfarrhaus

Das Christkatholische Pfarrhaus ist ein Gebäude in der Altstadt von Aarau. Es befindet sich am Adelbändli 2 neben dem Rathaus und steht als Kulturgut von nationaler Bedeutung unter Denkmalschutz.
Erbaut wurde das Gebäude in den Jahren 1784 bis 1786. Der Entwurf stammt wahrscheinlich von Carl Ahasver von Sinner, die Bauleitung hatte Emanuel Zehender inne. 1804 kaufte die Kantonsregierung das Gebäude und brachte darin den Finanzrat unter. Ab 1826 diente es als Pfarrhaus der römisch-katholischen Kirchgemeinde, seit 1876 ist es das Pfarrhaus der christkatholischen Kirchgemeinde.
Durch den frühklassizistischen, französisch inspirierten Dixhuitième-Stil hebt sich das Pfarrhaus deutlich von den umgebenden spätgotischen Bauten ab. Ein einachsiger Risalit gliedert die Kopfseite symmetrisch. Die verputzten Fassaden weisen Stichbogenfenster auf und sind durch rustizierte Eckbänder und profilierte Gesimse gegliedert. Eine Hohlkehle bildet den Übergang zum (für diesen Stil ungewöhnlichen) Walmdach.